# Оволактовегетаріанство
Оволактовегетаріанство — це вид вегетаріанства, при якому виключаються всі продукти шляхом убивства і на відмінну від веганів включаються молоко та молочні продукти та яйця. Також оволактовегетаріанці не їдять желатин та сичужний фермент. Оволактовегетаріанцями стають з двох причин: етичної та дієтичної.Цей тип вегетаріанства є повноцінним, тому що в яйцях і в молоці є вітамін В12 якого дуже часто не вистачає веганам.

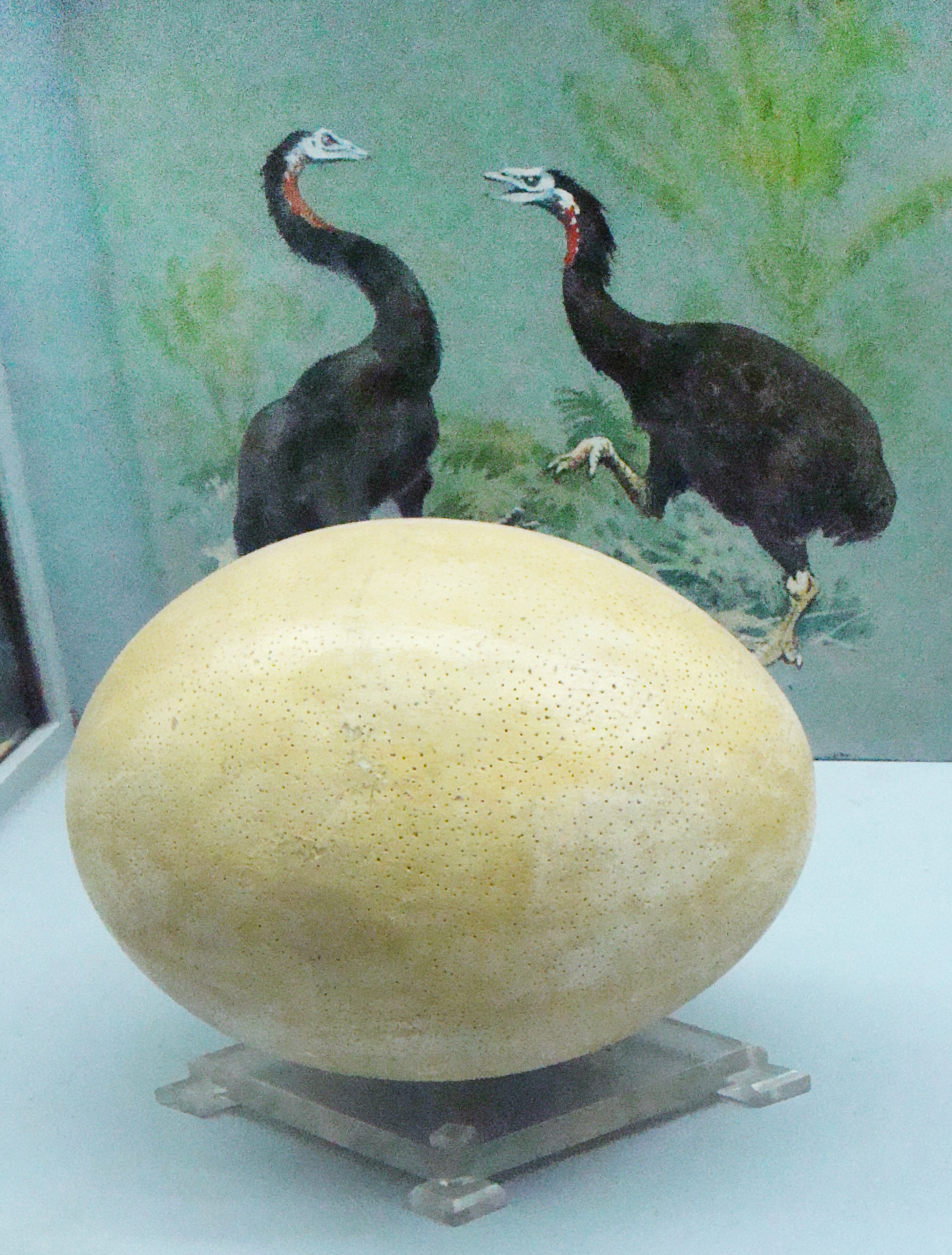
Оволактовегетаріанці їдять яйця.
Оволактовегетаріанці вживають молоко та молочні продукти.